# Kleen
Kleen är ett efternamn som förekommer i Tyskland och i Sverige. En svensk släkt med detta namn, som antagits ha tyskt ursprung, är känd i Skåne sedan slutet av 1600-talet. En medlem av släkten, generallöjtnanten Johan Kleen, adlades 1858 med namnet af Kleen. Namnet, som finns i flera varianter, har upprepade gånger ärvts eller tagits från morssidan.
I april 2016 uppges följande antal personer bosatta i Sverige med namnvarianterna
- Kleen 61
- af Kleen 71
- Kléen 16
- Kleén 6

Tillsammans blir detta 154 personer. Antalet personer i Tyskland med efternamnet Kleen beräknas till 2008.

## Personer med efternamnet Kleen eller med varianter av detta namn

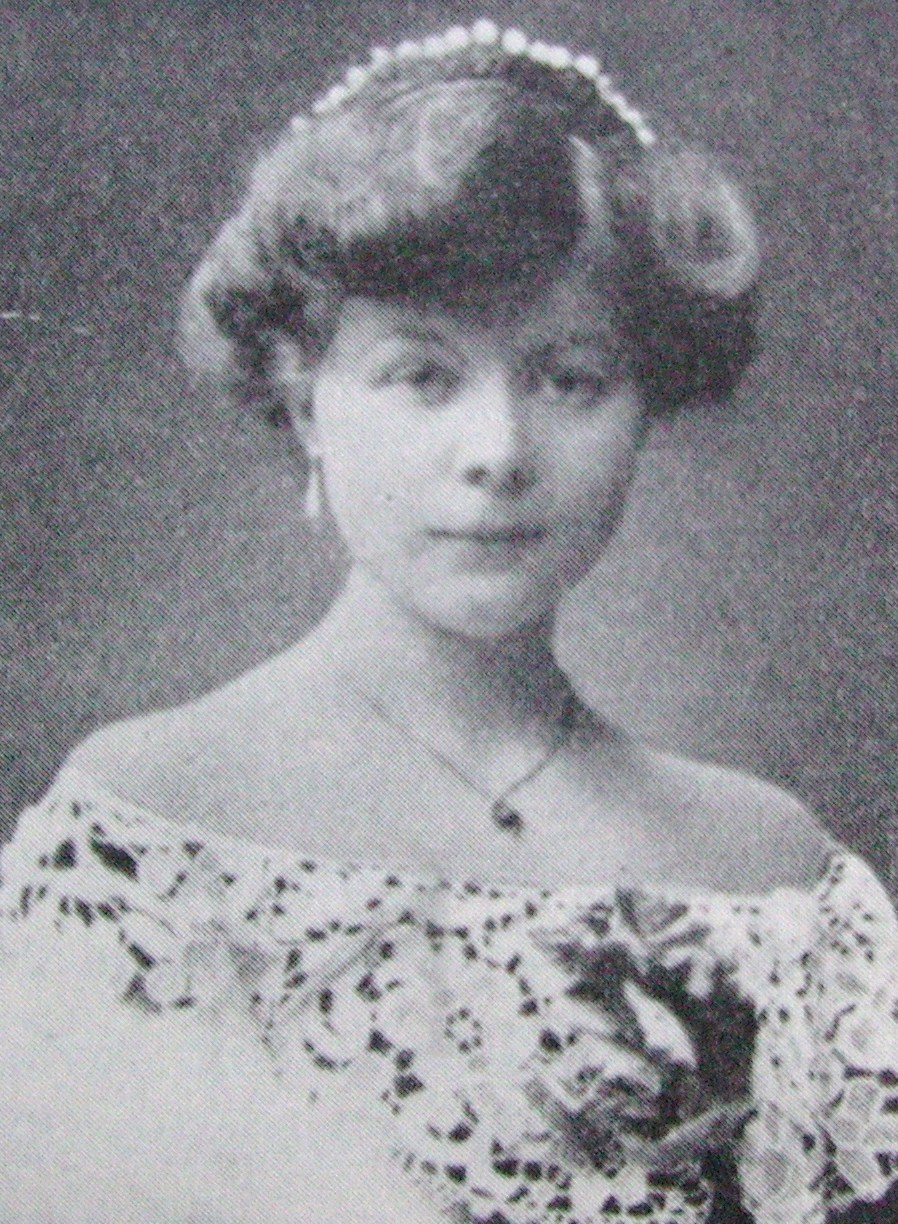
Else Kleen

- Anna Beata af Kleen (1813–1894), född Ehrenborg miniatyrmålare
- Björn af Kleen (född 1980), journalist och författare
- Caroline Kléen (1815–1872), flickskoleföreståndare
- Else Kleen (1882–1968), journalist, samhällsdebattör, författare
- Emil Kleen (1847–1923), läkare och skriftställare
- Emil Kléen (1868–1898), journalist, författare och poet
- Erland Kleen (1911–2004), diplomat
- Johan af Kleen (1800–1884), officer, stamfar till den adlade grenen
- Lars Kleen (född 1941), konstnär
- Nils Kleen (1872–1965), agronom och jordbrukare
- Nils af Kleen (1894-1982), direktör
- Petter Kleen (1721-1777), guld- och silversmed
- Richard Kleen (1841–1923), diplomat, folkrättslig författare och donator
- Tyra Kleen (1874–1951), konstnär och författare
- Willy Kleen (1884–1966), generalstabsofficer, skriftställare